# Антуфьев, Александр Фёдорович
Алекса́ндр Фёдорович Анту́фьев (1926—2010) — советский лесоруб, бригадир малой комплексной бригады Вельского леспромхоза комбината «Вельсклес», Герой Социалистического Труда (1971).

## Биография
Родился 19 ноября 1926 года в деревне Рушановской Вельского уезда Вологодской губернии (ныне в Благовещенском сельском поселении Вельского района Архангельской области) в семье Фёдора Философьевича и Татьяны Фёдоровны Антуфьевых. Отец работал в колхозе, на лесозаготовках, погиб на фронте в 1941 году. Мать была учительницей начальной школы, овдовев, перешла на работу в колхоз.
В 1942 году, после окончания семилетней школы, стал работать на лесосплаве по рекам Устья и Вага, а также в колхозе «Борьба».
В 1943 году призван в ряды РККА. Принимал участие в Великой Отечественной и Советско-японской войнах, служил в артиллерии на Дальнем Востоке в составе 10-го механизированного полка 335-й стрелковой дивизии, затем в 195-м стрелковом полку в городе Свободный, был командиром 45-мм орудия. С началом войны с Японией был переведён в Находку. Принимал участие в высадке морского десанта в Корее в августе 1945 года. Был награждён медалью КНДР «За освобождение Кореи». После завершения войны продолжал служить в Корее до 1949 года, затем переведён в город Ворошилов в Приморском крае. Демобилизован из армии в 1950 году, вернулся на родину.
В 1954 году начал трудиться вальщиком леса на Новонизовском лесопункте Вельского леспромхоза в посёлке Боровое. Спустя несколько лет его назначили бригадиром комплексной бригады. Одним из первых в лесопункте он освоил электропилу, работающую от электростанции ПЭС-12-200, а в дальнейшем перешёл на бензопилы «Дружба» и «Урал». В 1958 году он стал инициатором социалистического соревнования в Вельском районе по досрочному выполнению плана семилетки. Трудовые успехи А. Антуфьева были отмечены званием «Почётный мастер заготовок леса и лесосплава», а в 1966 году — орденом Ленина.
Первым в Новонизовском лесопункте перешёл на разработку лесосек методом узких лент и начал борьбу за сохранение подроста. Когда его примеру последовали остальные бригады, то на 80—85 % вырубаемых площадей не потребовалось проводить лесовосстановительные работы. Также бригада А. Ф. Антуфьева первой в лесопункте перешла на хозрасчёт и доказала, что можно экономить трос и горюче-смазочные материалы.
Указом Президиума Верховного Совета СССР от 7 мая 1971 года за выдающиеся успехи, достигнутые в выполнении заданий пятилетнего плана по развитию лесной и деревообрабатывающей промышленности Антуфьеву Александру Фёдоровичу было присвоено звание Героя Социалистического Труда с вручением второго ордена Ленина и золотой медали «Серп и Молот».
С 1967 года был членом КПСС, избирался депутатом Верховного Совета РСФСР VII созыва (1967—1971 годы).
Проживал в посёлке Боровое, выйдя на пенсию — в деревне Парфеньево Правый Берег Благовещенского сельского поселения Вельского района на берегу реки Устьи. Жена — Мария Александровна, в браке трое детей.
Умер 21 февраля 2010 года на 84-м году жизни.